# Manduca gueneei
Manduca gueneei är en fjärilsart som beskrevs av Clark 1932. Manduca gueneei ingår i släktet Manduca och familjen svärmare. Inga underarter finns listade i Catalogue of Life.